# Heraldik
Heraldik er læren om brugen af våbenmærker og våbenskjolde. Herolderne havde kendskabet til heraldik.

## Historie
Fra urgammel tid har krigere udsmykket deres skjolde og hjelme med farver og figurer. Fra den græske oldtid og Romerrigets regimentsmærker kendes både fane og skjold i det 4. århundrede. Figurer og symboler kunne være praktiske skelnemærker i kamp og kunne give bæreren held og styrke som en slags amuletter. 
Brugen af symboler på våbenskjolde som præsentation af en ridder eller en slægt udviklede sig fra 1100- til 1200-tallet med fremkomsten af adelsfamilier og udviklingen af det feudale system i Vest- og Centraleuropa. Frankrig førte an, tæt fulgt af England, Italien og Det Hellige Romerske Rige (Tyskland). Spanien og Nord- og Østeuropa udviklede lignende traditioner. Danmark og det øvrige Skandinavien tilhører den tyske heraldiske tradition, der er den mest enkle og oprindelige.
I forbindelse med ridderturneringernes opblomstring i 1200-tallet begyndte især franske herolder at systematisere våbenskjoldenes udformning og fastsætte regler for brugen. Fx kunne kun adelige få et våbenskjold. Det havde hidtil skabt forvirring i turneringer og slag, når flere personer havde samme våbenskjold. 
England kopierede fagudtrykkene, men brugte dem anderledes, da det her var muligt for byer og det bedre borgerskab at få et våbenskjold. De engelske regler udviklede sig løbende og er i dag ganske omfattende. Der tillægges de forskellige farver forskellige værdier som troskab, mod og visdom, men det er tvivlsomt, om det gjaldt i heraldikken før sen-middelalderen/tidlig renæssance. 
I Tyskland blev der aldrig fastsat regler, og det stod alle frit for, adelig såvel som bonde, at lave deres eget våbenskjold. De danske konger fastlagde heller ingen regler, men udstedte i stedet et patentbrev til de ansøgere, de fandt værdige.
Til heraldikken hører ikke kun våbenskjoldet, men også hjelmen, som i tidlig middelalder kunne være et mindre kunstværk i sig selv, skabt af kogt læder og smykket med fjer og silke.

## Våbentavle
Våbentavler anvendes undertiden til anetavler, idet våbenskjolde blev brugt som i anetavlen, som ses ude til højre. Forældrene placeres på øverste linje i midten – med faderen til venstre (sværdsiden) og moderen til højre. Farfaderen har samme våbenskjold som faderen, farmoderen står til venstre for faderen, morfaderen har det samme som moderen, og mormoderen står til højre for moderens våbenskjold. I eksemplet er Staur far, farfar, og så videre; Benkestokk er farmor, og så videre... Rød er mor, morfar, og så videre, Rustung er mormor, og så videre... Det findes også andre måder at lave en anetavle på end med våbenskjold.